# Lemony Snicket: la autobiografía no autorizada
Lemony Snicket: la autobiografía no autorizada se publicó el 1 de mayo de 2002. El contenido del libro se relaciona con el autor Lemony Snicket (conocido también como Daniel Handler; él mismo escribió la introducción del libro) y su serie de libros Una serie de catastróficas desdichas. Aunque únicamente por humor se la nombró no autorizada, la biografía es completamente oficial y se considera como un libro adicional dentro de la serie, y algunos lo consideran como el libro catorce.
El libro ayuda a aclarar algunos finales sueltos de la serie, pero también presenta algunos otros misterios. También aclara detalles que los lectores pudieron haber confundido - eg, en La habitación de los reptiles, el Tío Monty lleva a Violet, Klaus y Sunny a ver una película, Zombies en la Nieve escrita por Gustav Sebald. Resultó ser que la película en realidad tenía mensajes secretos en clave, en "Código Sebald", el cual funciona de la siguiente manera:

Cada vez que se escucha el ruido de un timbrazo, el código es activado. Después del primer timbrazo cada palabra es una palabra en código. Cuando se vuelve a escuchar el timbrazo, el código termina.

También se hacen muchas preguntas sobre la organización V.F.D., la cual ha sido un misterio en los libros desde Una academia muy austera. El libro da algunas ideas sobre los miembros de V.F.D., incluyendo al Tío Monty (aunque nunca aprendió a utilizar el Código Sebald), a la Tía Josephine y a su esposo Ike, a Lemony Snicket, a su hermano Jacques Snicket y a su hermana Kit Snicket. También se hacen muchas preguntas sobre el significado de V.F.D., ya que estas iniciales tiene muchos diferentes significados. También por primera vez se presenta el símbolo del ojo de V.F.D., el cual es idéntico al que tiene el Conde Olaf y Jacques Snicket, al igual que otras personas.

## Fotografía
El libro presenta una mezlca de fotografías de los años 1930, escogidas por Meredith Heuer y Julie Blattberg, tomadas de un archivo de fotografías utilizadas para otros propósitos. Todas las fotografías esta en Blanco y negro.

## Otras notas
Existe una canción llamada "The Little Snicket Lad"(El pequeño chico de Snicket). Presentada en el libro con letras y notas musicales. La canción habla sobre la niñez de Lemony Snicket, en la cual se menciona que fue llevado desde muy pequeño para convertirse en un miembro de V.F.D, al tocarse en un piano las melodías suenan, "Rema, Rema, Rema tu barco." (Esta melodía, es poco placentera para Violet.) Es difícil determinar que letra pertenece a cada canción, pues el número de notas no se encuentra junto con el número de sílabas, y hay algunos guiones extrañamente acomodados. En la posdata de la carta que acompaña la canción, Lemony Snicket advierte que la música "esta completamente incorrecta y la melodía parece ser un himno muy reconocido de los desastres navales."
La edición americana de la portada de este libro tiene una sobrecubierta que puede ser "disfrazada" con una portada falsa llamada: The Pony Party! (La Fiesta del Poni) por "Loney M. Setnick," (el cual es el anagrama de Lemony Snicket"). También, en el libro The Grim Grotto, Quigley Quagmire sustituye las palabras taxii y "esperando con el pony y la fiestas".
En la Autobiografía No Autorizada, una carta enviada por Brett Helquist dirigida a Lemony Snicket dice, "Al parecer "El Diario Punctilio" no es un periódico muy confiable, y me da escalofríos el sólo pensar como presentarán el reportaje de esta terrible tragedia [el incendio Baudelaire]. Sr. Snicket, yo nunca he creído las historias de ese diario que he leído sobre usted, en relación al caso de los Quagmire ni en ningún otro."
En "la Aldea malvada" se menciona que Beatrice abandonó a Lemony Snicket. La mención dice: "... Yo mismo estaba completamente enamorado de una mujer inteligente la cual era tan encantadora e inteligente que confie en que ella sería mi esposa, pero no había manera de saberlo con seguridad, y pronto todas las circunstancias cambiaron y ella terminó casándose con alguien más, todo por algo que leyó en el Diario Punctillio."
Se puede notar que el autor 'Al Funcoot' empresario de los jóvenes Olaf y Esmé cuando Snicket era un crítico de obras, es el anagrama de 'Count Olaf' en inglés.
- Datos: Q2746817